# Mauritsstad

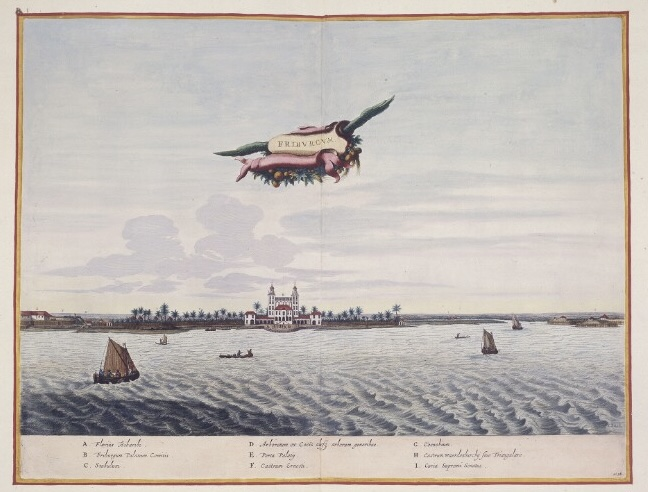
Gezicht op kasteel Vrijburg bij Mauritsstad vanuit het oosten, ingekleurde koperplaatgravure, gehoogd met goud door Jan van Brosterhuisen, naar een ontwerp van Frans Post

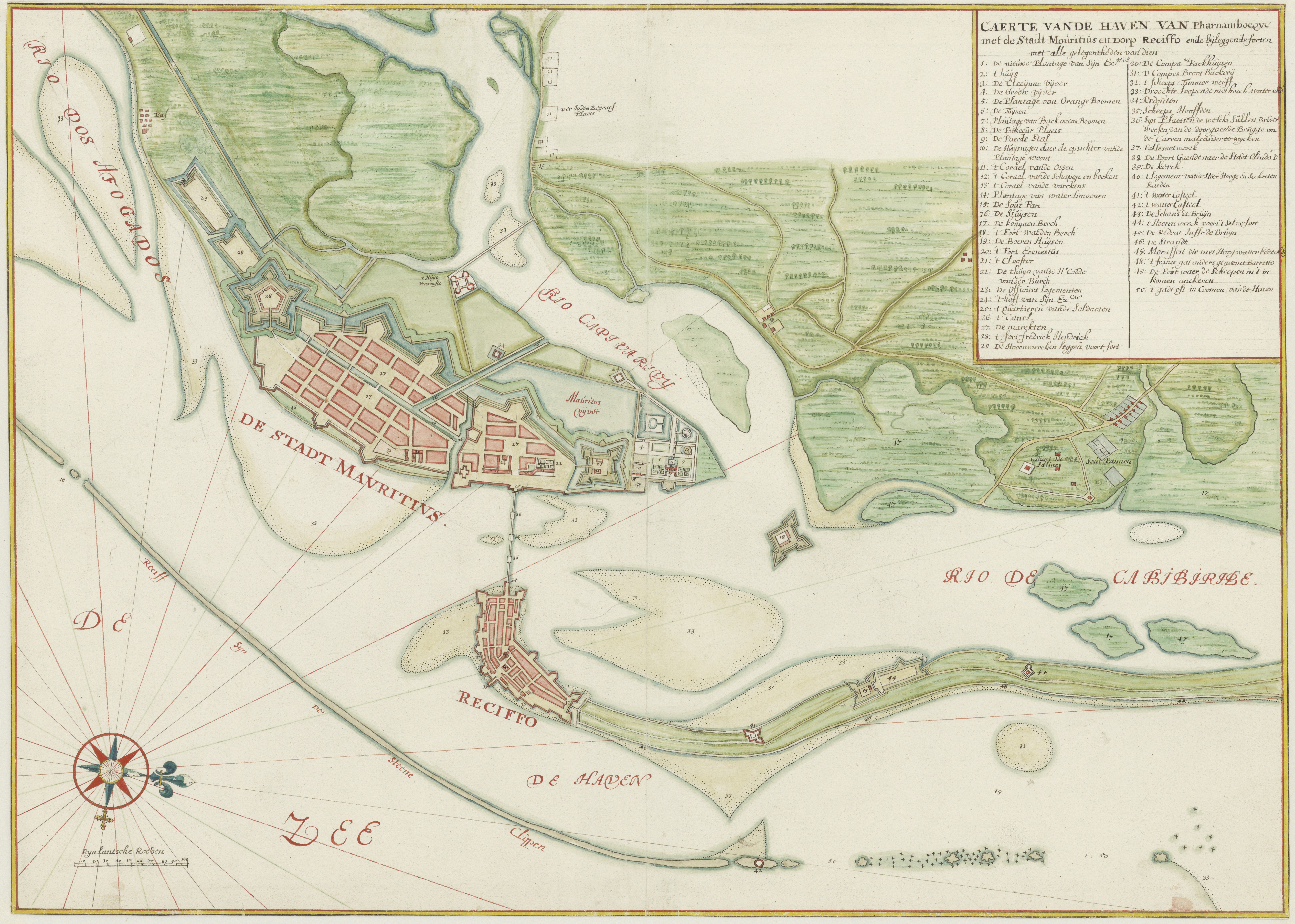
Mauritsstad en Recife

Mauritsstad (ook Mauritiopolis) was de hoofdstad van Nederlands-Brazilië, en is thans een deel van de Braziliaanse stad Recife.
De stad werd gebouwd op het eiland Antonio Vaz, pal tegenover Recife, naar een ontwerp van bouwmeester Pieter Post. De nederzetting werd genoemd naar stichtend gouverneur Johan Maurits, die er paleis Vrijburgh liet bouwen. Mauritsstad werd het culturele middelpunt van de Nieuwe Wereld, met de eerste botanische tuin en de eerste dierentuin van Amerika, en een museum met driehonderd opgezette apen. In de Jodenstraat verrees de eerste Amerikaanse synagoge.

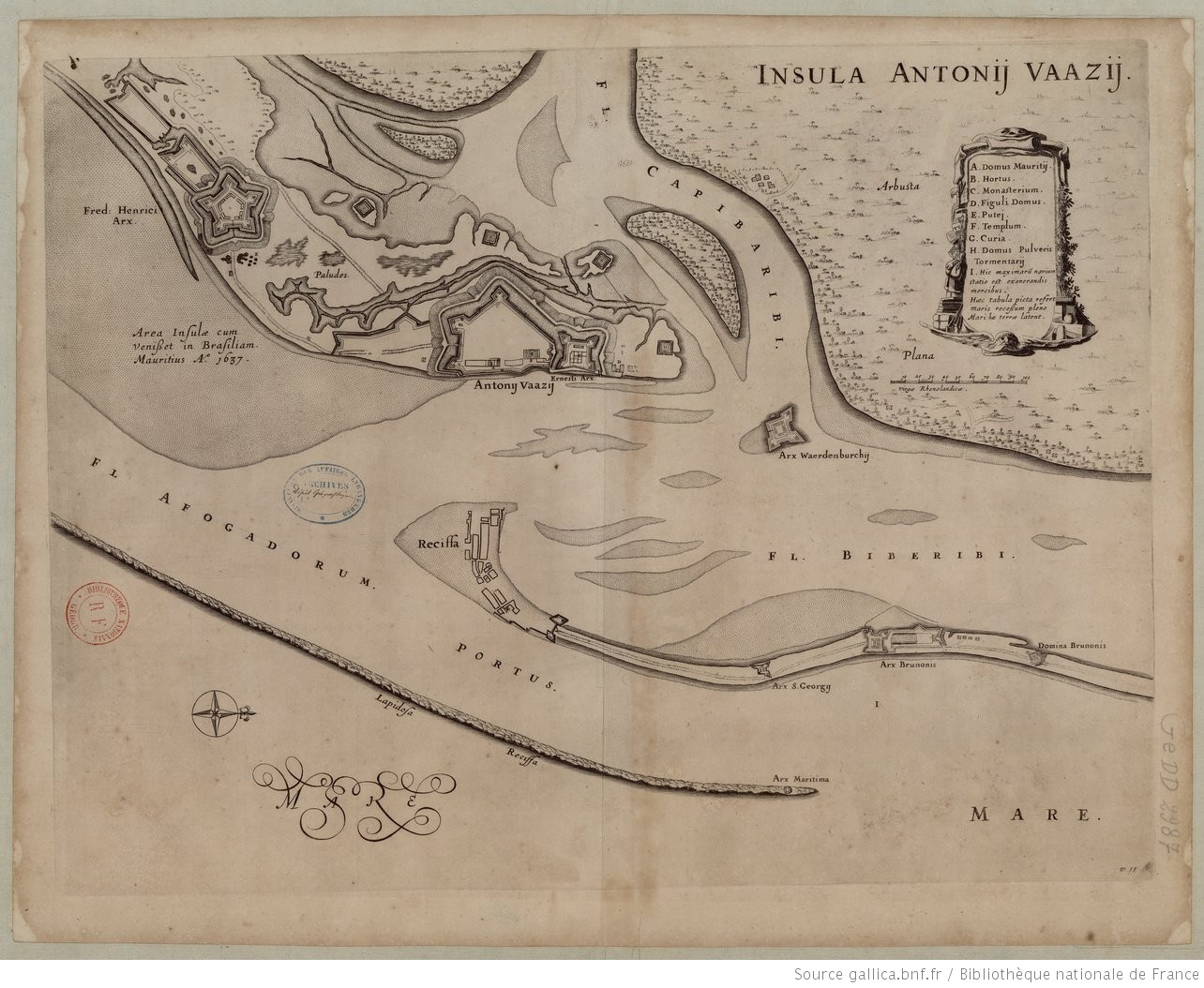
Eiland Antonio Vaz